# Método de Frobenius

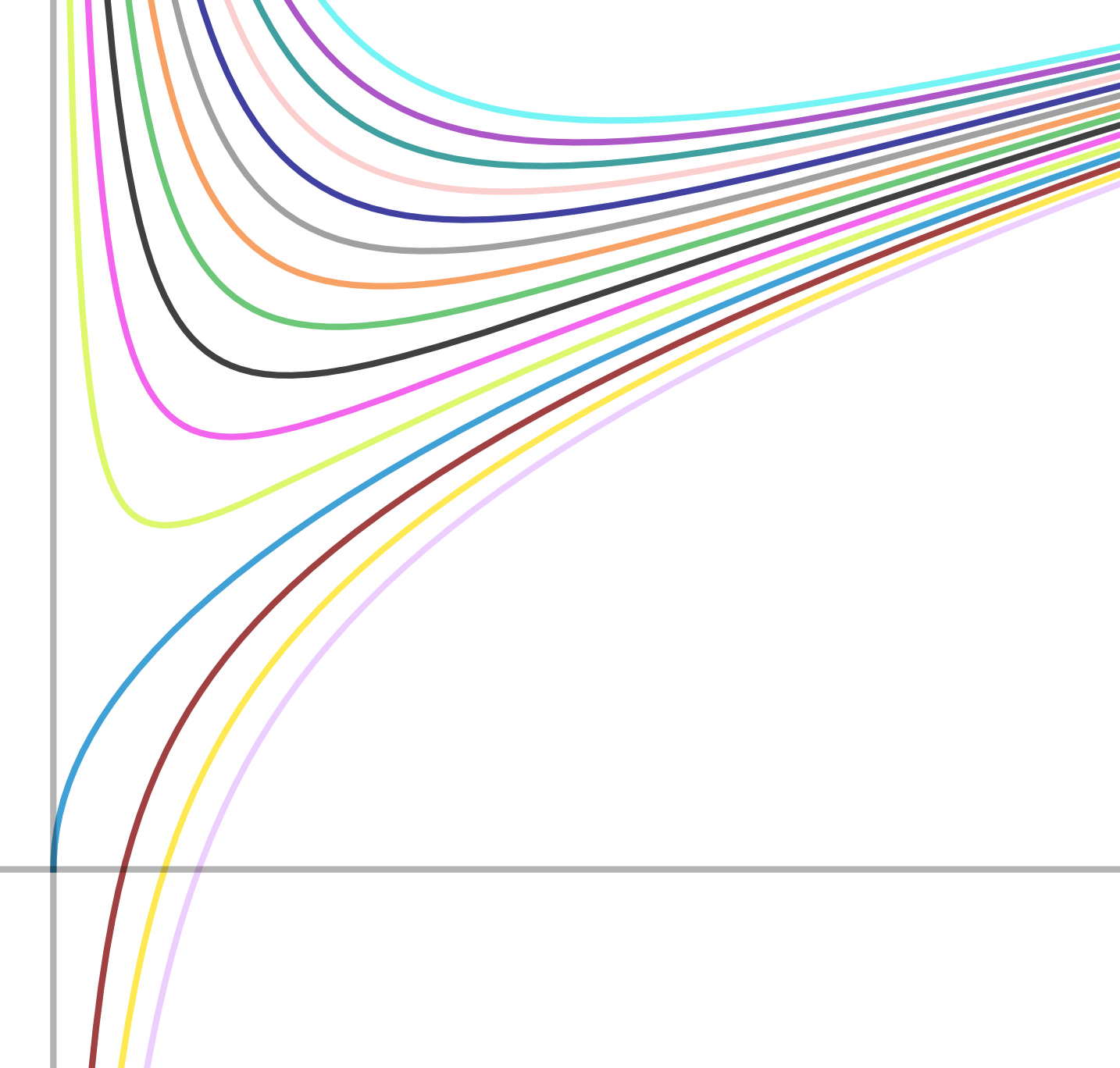
Algunas soluciones de una ecuación diferencial ordinaria de la forma Frobenius, concretamente{\displaystyle 2x^{2}y^{\prime \prime }+3xy^{\prime }-(x^{2}+1)y=0}

En matemáticas, el Método de Frobenius, que debe su nombre a Ferdinand Georg Frobenius, es una forma de hallar una solución expresada como serie infinita para una ecuación diferencial ordinaria de segundo orden que tenga la forma: 
{\displaystyle z^{2}u''+p(z)zu'+q(z)u=0}
con
{\displaystyle u'\equiv {{du} \over {dz}}}   y   {\displaystyle u''\equiv {{d^{2}u} \over {dz^{2}}}}
en un entorno reducido de un punto singular regular {\displaystyle z=0}. Podemos dividir por {\displaystyle z^{2}} para obtener una ecuación diferencial de la forma
{\displaystyle u''+{p(z) \over z}u'+{q(z) \over z^{2}}u=0}
con la cual no es resoluble con el método de serie de potencias regular si {\displaystyle {p(z)}/{z}}  o  {\displaystyle {q(z)}/{z^{2}}} no son analíticas en {\displaystyle z=0}.  El método de Frobenius permite crear una solución en serie de potencias de esa ecuación diferencial, con p(z) y q(z) analíticas en 0 o, siendo analíticas, si sus límites en 0 existen (si son finitos).

## Formulación
El método de Frobenius permite hallar una solución en serie de potencias de la forma
{\displaystyle u(z)=\sum _{k=0}^{\infty }A_{k}z^{k+r},\qquad (A_{0}\neq 0)}
Diferenciando:
{\displaystyle u'(z)=\sum _{k=0}^{\infty }(k+r)A_{k}z^{k+r-1}}
{\displaystyle u''(z)=\sum _{k=0}^{\infty }(k+r-1)(k+r)A_{k}z^{k+r-2}}
Sustituyendo
{\displaystyle z^{2}\sum _{k=0}^{\infty }(k+r-1)(k+r)A_{k}z^{k+r-2}+zp(z)\sum _{k=0}^{\infty }(k+r)A_{k}z^{k+r-1}+q(z)\sum _{k=0}^{\infty }A_{k}z^{k+r}}
{\displaystyle =\sum _{k=0}^{\infty }(k+r-1)(k+r)A_{k}z^{k+r}+p(z)\sum _{k=0}^{\infty }(k+r)A_{k}z^{k+r}+q(z)\sum _{k=0}^{\infty }A_{k}z^{k+r}}
{\displaystyle =\sum _{k=0}^{\infty }[(k+r-1)(k+r)A_{k}z^{k+r}+p(z)(k+r)A_{k}z^{k+r}+q(z)A_{k}z^{k+r}]}
{\displaystyle =\sum _{k=0}^{\infty }\left[(k+r-1)(k+r)+p(z)(k+r)+q(z)\right]A_{k}z^{k+r}}
{\displaystyle =\left[r(r-1)+p(z)r+q(z)\right]A_{0}z^{r}+\sum _{k=1}^{\infty }\left[(k+r-1)(k+r)+p(z)(k+r)+q(z)\right]A_{k}z^{k+r}}
La expresión
| Polinomio indicial {\displaystyle r\left(r-1\right)+p\left(0\right)r+q\left(0\right)=I(r)} (1) |
se conoce como el polinomio indicial, un polinomio de grado 2 y donde r se denomina parámetro indicial. La definición general del polinomio indicial es el coeficiente de la menor potencia de z en la serie infinita. En este caso sucede para el coeficiente r-ésimo, pero es posible para exponentes menores tal como r − 2, r − 1 o sino dependientes de la ecuación diferencial dada. Es un detalle importante para tener en cuenta. En el proceso de sincronizar todas las series de la ecuación diferencial para que empiecen con el mismo valor del índice (el cual en la expresión anterior es k = 1), que puede resultar en expresiones complicadas.  Sin embargo, hallando las raíces del polinimio indicial se pone atención en el coeficiente de la menor potencia de z.
Usando esto, la expresión general del coeficiente de zk + r es
{\displaystyle I(k+r)A_{k}+\sum _{j=0}^{k-1}{(j+r)p^{(k-j)}(0)+q^{(k-j)}(0) \over (k-j)!}A_{j}},
Estos coeficientes deben ser cero, ya que deberían ser soluciones de la ecuación diferencial, así
{\displaystyle I(k+r)A_{k}+\sum _{j=0}^{k-1}{(j+r)p^{(k-j)}(0)+q^{(k-j)}(0) \over (k-j)!}A_{j}=0}
{\displaystyle \sum _{j=0}^{k-1}{(j+r)p^{(k-j)}(0)+q^{(k-j)}(0) \over (k-j)!}A_{j}=-I(k+r)A_{k}}
{\displaystyle {1 \over -I(k+r)}\sum _{j=0}^{k-1}{(j+r)p^{(k-j)}(0)+q^{(k-j)}(0) \over (k-j)!}A_{j}=A_{k}}
La solución en series con Ak de arriba, 
{\displaystyle U_{r}(z)=\sum _{k=0}^{\infty }A_{k}z^{k+r}}
satisface
{\displaystyle z^{2}U_{r}(z)''+p(z)zU_{r}(z)'+q(z)U_{r}(z)=I(r)z^{r}}
Si elegimos una de las raíces del polinomio indicial con r en Ur(z), obtenemos una solución para la ecuación diferencial. Si la diferencia entre las raíces no es entera, se tiene otra solución linealmente independiente con la otra raíz..

## Ejemplo
Para resolver
{\displaystyle z^{2}f''-zf'+(1-z)f=0\,}
Se divide por z2 para obtener
{\displaystyle f''-{1 \over z}f'+{1-z \over z^{2}}f=f''-{1 \over z}f'+\left({1 \over z^{2}}-{1 \over z}\right)f=0}
la cual tiene el requisito de singularidad en z = 0.
La solución en series:
{\displaystyle {\begin{aligned}f&=\sum _{k=0}^{\infty }A_{k}z^{k+r}\\f'&=\sum _{k=0}^{\infty }(k+r)A_{k}z^{k+r-1}\\f''&=\sum _{k=0}^{\infty }(k+r)(k+r-1)A_{k}z^{k+r-2}\end{aligned}}}
Sustituyendo:
{\displaystyle {\begin{aligned}\sum _{k=0}^{\infty }&(k+r)(k+r-1)A_{k}z^{k+r-2}-{\frac {1}{z}}\sum _{k=0}^{\infty }(k+r)A_{k}z^{k+r-1}+\left({\frac {1}{z^{2}}}-{\frac {1}{z}}\right)\sum _{k=0}^{\infty }A_{k}z^{k+r}\\&=\sum _{k=0}^{\infty }(k+r)(k+r-1)A_{k}z^{k+r-2}-{\frac {1}{z}}\sum _{k=0}^{\infty }(k+r)A_{k}z^{k+r-1}+{\frac {1}{z^{2}}}\sum _{k=0}^{\infty }A_{k}z^{k+r}-{\frac {1}{z}}\sum _{k=0}^{\infty }A_{k}z^{k+r}\\&=\sum _{k=0}^{\infty }(k+r)(k+r-1)A_{k}z^{k+r-2}-\sum _{k=0}^{\infty }(k+r)A_{k}z^{k+r-2}+\sum _{k=0}^{\infty }A_{k}z^{k+r-2}-\sum _{k=0}^{\infty }A_{k}z^{k+r-1}\\&=\sum _{k=0}^{\infty }(k+r)(k+r-1)A_{k}z^{k+r-2}-\sum _{k=0}^{\infty }(k+r)A_{k}z^{k+r-2}+\sum _{k=0}^{\infty }A_{k}z^{k+r-2}-\sum _{k-1=0}^{\infty }A_{k-1}z^{k-1+r-1}\\&=\sum _{k=0}^{\infty }(k+r)(k+r-1)A_{k}z^{k+r-2}-\sum _{k=0}^{\infty }(k+r)A_{k}z^{k+r-2}+\sum _{k=0}^{\infty }A_{k}z^{k+r-2}-\sum _{k=1}^{\infty }A_{k-1}z^{k+r-2}\\&=\left\{\sum _{k=0}^{\infty }\left((k+r)(k+r-1)-(k+r)+1\right)A_{k}z^{k+r-2}\right\}-\sum _{k=1}^{\infty }A_{k-1}z^{k+r-2}\\&=\left\{\left(r(r-1)-r+1\right)A_{0}z^{r-2}+\sum _{k=1}^{\infty }\left((k+r)(k+r-1)-(k+r)+1\right)A_{k}z^{k+r-2}\right\}-\sum _{k=1}^{\infty }A_{k-1}z^{k+r-2}\\&=(r-1)^{2}A_{0}z^{r-2}+\left\{\sum _{k=1}^{\infty }(k+r-1)^{2}A_{k}z^{k+r-2}-\sum _{k=1}^{\infty }A_{k-1}z^{k+r-2}\right\}\\&=(r-1)^{2}A_{0}z^{r-2}+\sum _{k=1}^{\infty }\left((k+r-1)^{2}A_{k}-A_{k-1}\right)z^{k+r-2}\end{aligned}}}
De (r − 1)2 = 0 se obtiene que 1 es raíz doble. Usando esta raíz, los coeficientes se hacen zk + r − 2 para ser cero (para que sea solución), de lo que resulta:
{\displaystyle (k+1-1)^{2}A_{k}-A_{k-1}=k^{2}A_{k}-A_{k-1}=0}
entonces se obtiene la relación de recurrencia:
{\displaystyle A_{k}={\frac {A_{k-1}}{k^{2}}}}
Dadas algunas condiciones iniciales, con esta recurrencia, se puede obtener la solución en forma de serie de potencias.
Ya que la relación de coeficientes {\displaystyle A_{k}/A_{k-1}} es una función racional, la serie de potencias puede escribirse como una serie hipergeométrica generalizada.

## Raíces separadas por un entero
El ejemplo anterior tiene una raíz repetida en el polinomio indicial, la cual nos permite encontrar una de las soluciones de la ecuación diferencial.  En general, del método de Frobenius se pueden obtener dos soluciones independientes que surgen a partir de las raíces de la ecuación indicial si son únicas.
Si las raíces son repetidas o su diferencia es un número entero, la segunda solución pueden encontrarse con la ecuación:
{\displaystyle y_{2}=Cy_{1}\ln x+\sum _{k=0}^{\infty }B_{k}x^{k+r_{2}}}
Donde {\displaystyle y_{1}(x)} es la primera solución (basada en la raíz más grande en el caso de raíces distintas, que difieren de un entero), {\displaystyle r_{2}} es la raíz más pequeña, y la constante {\displaystyle C} y los coeficientes {\displaystyle B_{k}} se tienen que determinar.
En el caso particular donde las raíces son coincidentes (doble) la constante {\displaystyle C} es {\displaystyle 1}.